# NGC 7401
NGC 7401 (другое обозначение — PGC 69911) — спиральная галактика (Sa) в созвездии Рыбы.
Этот объект входит в число перечисленных в оригинальной редакции «Нового общего каталога».